# 앤 JM53
앤 JM53(& JM53)은 LG전자가 2006년에 출시한 포터블 미디어 플레이어이다.